# 전주고속버스터미널
전주고속버스터미널은 전북특별자치도 전주시 덕진구 금암동에 있는 고속버스 터미널이다. 고속버스 전산망상의 터미널 번호는 602이다.

## 역사
1980년에 개장, 2007년에 부분 리모델링하였다.
그러나 터미널 건물이 노후화되고 전주시 도심에 있어서 전주시청에서 1994년부터 버스 터미널의 이전 계획을 추진했지만, 실현되지 못했다. 이 때 이전 부지로는 덕진구 용정동의 호남고속도로 전주IC와 가까이 있는 전주월드컵경기장 부근 또는 서부 신시가지(효자동2, 3가) 등이 언급되었다고 한다.
그러다가 2014년 12월 15일 고속버스터미널 부지 소유주인 금호터미널이 기존 버스터미널 자리에 터미널 건물을 신축하기로 결정하고 신축심의를 신청했다. 그리고 2015년 1월 28일에 건축위원회 심의를 통과해 3월 30일에 교통부서를 비롯한 협의 및 실시계획 인가 및 사업자가 지정되고, 3월 31일에 전주시 덕진구청에서 신축을 허가했다. 2015년 2월 24일부터 내부 시설 철거를 시작으로 기존 건물은 철거됐다. 새로 지어지는 터미널 건물은 지하 1층, 지상 3층 규모(연면적 7214m2)로 120억원을 들여 재건축했다. 또한 기존 고속버스 터미널 택시승강장 주변에 있던 전주관광안내소를 임시하차장 주변에 임시관광안내소를 설치해 2016년 5월까지 운영했다. 새로 신축한 버스터미널은 2016년 7월에 정식 개장하였다.
한때 이전지로 거론되었던 전주월드컵경기장 근처로는 경기장 건너편의 여의동에 중간 승하차장으로 호남제일문 정류장이 신설되어 대전, 광주, 수도권방면 고속버스들이 중간 승하차한 후 전주IC를 오고간다. 이 정류장은 여의동 및 만성동 신시가지 등지의 여객 수요를 처리한다. 반대쪽인 완주의 소양IC로 출입하는 영남권 노선들은 호남제일문으로 가지 않는다.
전주시외버스공용터미널과는 멀지 않은 위치지만, 바로 옆은 아니고 다소 떨어져 있다.

## 운행 노선
| 운행 노선         | 운행업체                            | 운행구간 | 운행구간 | 운행구간   | 경유지                               | 배차 간격 | 시간표                                                        |
| ----------------- | ----------------------------------- | -------- | -------- | ---------- | ------------------------------------ | --------- | ------------------------------------------------------------- |
| 전주 ↔ 서울호남   | 금호고속 동양고속 중앙고속 천일고속 | 전주     | ↔        | 서울호남   | 호남제일문, 정안알밤휴게소           | 10~20분   | 첫차:05:00(전주 기준) 막차:24:00(전주 기준)                   |
| 전주 ↔ 동서울     | 금호고속 동양고속 중앙고속 천일고속 | 전주     | ↔        | 동서울     | 호남제일문, 정안알밤휴게소           | 30~60분   | 첫차:06:00(전주 기준) 막차:22:05(전주 기준)                   |
| 전주 ↔ 상봉       | 금호고속 중앙고속                   | 전주     | ↔        | 상봉       | 호남제일문, 정안알밤휴게소           | 3회       | 08:40, 14:10, 18:50                                           |
| 전주 ↔ 고양       | 금호고속 중앙고속                   | 전주     | ↔        | 고양(백석) | 호남제일문, 정안알밤휴게소, 고양화정 | 9회       | 06:20, 07:50, 09:20, 11:20, 12:50, 14:20, 16:40, 17:50, 19:40 |
| 전주 ↔ 광명(철산) | 금호고속                            | 전주     | ↔        | 철산       | 호남제일문, 오산, 광명               | 3회       | 09:20, 12:20, 19:20                                           |
| 전주 ↔ 오산       | 금호고속                            | 전주     | ↔        | 오산       | 호남제일문                           | 5회       | 07:10, 09:20, 12:20, 15:20, 19:20                             |
| 전주 ↔ 광주       | 금호고속                            | 전주     | ↔        | 광주       | 호남제일문, 광주문화예술회관         | 20~30분   | 첫차:06:00(전주 기준) 막차:23:00(전주 기준)                   |
| 전주 ↔ 대구       | 동양고속 삼화고속                   | 전주     | ↔        | 동대구     | 서대구                               | 7회       | 06:30, 08:40, 10:50, 13:00, 15:20, 17:20, 19:30               |
| 전주 ↔ 대전       | 동양고속 중앙고속                   | 전주     | ↔        | 대전       | 호남제일문, 대전청사                 | 30분      | 첫차:06:30(전주 기준) 막차:22:30(전주 기준)                   |
| 전주 ↔ 부산       | 동양고속                            | 전주     | ↔        | 부산       | 무정차                               | 60~90분   | 첫차:07:00(전주 기준) 막차:22:20(전주 기준)                   |
| 전주 ↔ 성남       | 금호고속 천일고속                   | 전주     | ↔        | 성남       | 호남제일문, 정안알밤휴게소           | 50~60분   | 첫차:06:00(전주 기준) 막차:22:30(전주 기준)                   |
| 전주 ↔ 울산       | 천일고속                            | 전주     | ↔        | 울산       | 신복                                 | 6회       | 07:40, 10:20, 13:10, 14:50, 16:50, 18:40                      |
| 전주 ↔ 인천       | 삼화고속 천일고속                   | 전주     | ↔        | 인천       | 호남제일문, 정안알밤휴게소           | 50~60분   | 첫차:06:00(전주 기준) 막차:22:10(전주 기준)                   |

## 같이 보기
- 전주시외버스공용터미널